# パートナーズ・グループ
パートナーズ・グループ（独: Partners Group Holding AG）は、スイス・ツーク州に本拠を置き、プライベート・エクイティ・ファンドを中心に運用を行う投資管理会社。プライベートインフラ・プライベート不動産等の分野に強みを持ち、欧米豪アジアの世界17カ国に現地法人を持つ。日本法人はパートナーズ・グループ・ジャパン株式会社。スイス証券取引所上場企業（SIX: PGHN）。

## 沿革
1996年1月、Marcel ErniとAlfred Gantner、Urs Wietlisbachの3人により創業、メザニンファイナンスによる支援など未公開株の運用を通じて急速に成長し、2000年に初の海外拠点をニューヨークとジャージーに設置した。2003年に従業者数が100人を越え、2006年3月にスイス証券取引所に上場、2008年、国際連合の責任投資原則にプライベート・エクイティ投資企業として早期の署名を果たした。2007年、アメリカ合衆国に本拠を置くPension Consulting Alliance Inc.の裁量資産管理の取得を発表し、プライベート不動産分野で大きく伸長した。2013年5月、イタリアの同業Perennius Capital Partnersを吸収合併した。

## 日本法人
日本では2007年にオフィスを開設、日本駐在員事務所時代を経て、2019年2月、日本法人「パートナーズ・グループ・ジャパン株式会社」が営業を開始した。2014年に、年金分野におけるアセットマネジメントの拡充を目的とするみずほフィナンシャルグループと業務提携を締結、また日本再生可能エネルギー（NRE）の太陽光発電所関連施設の建設資金に出資した。東京（大同生命霞が関ビル）にオフィスを持つ。